# Palacio de Susa

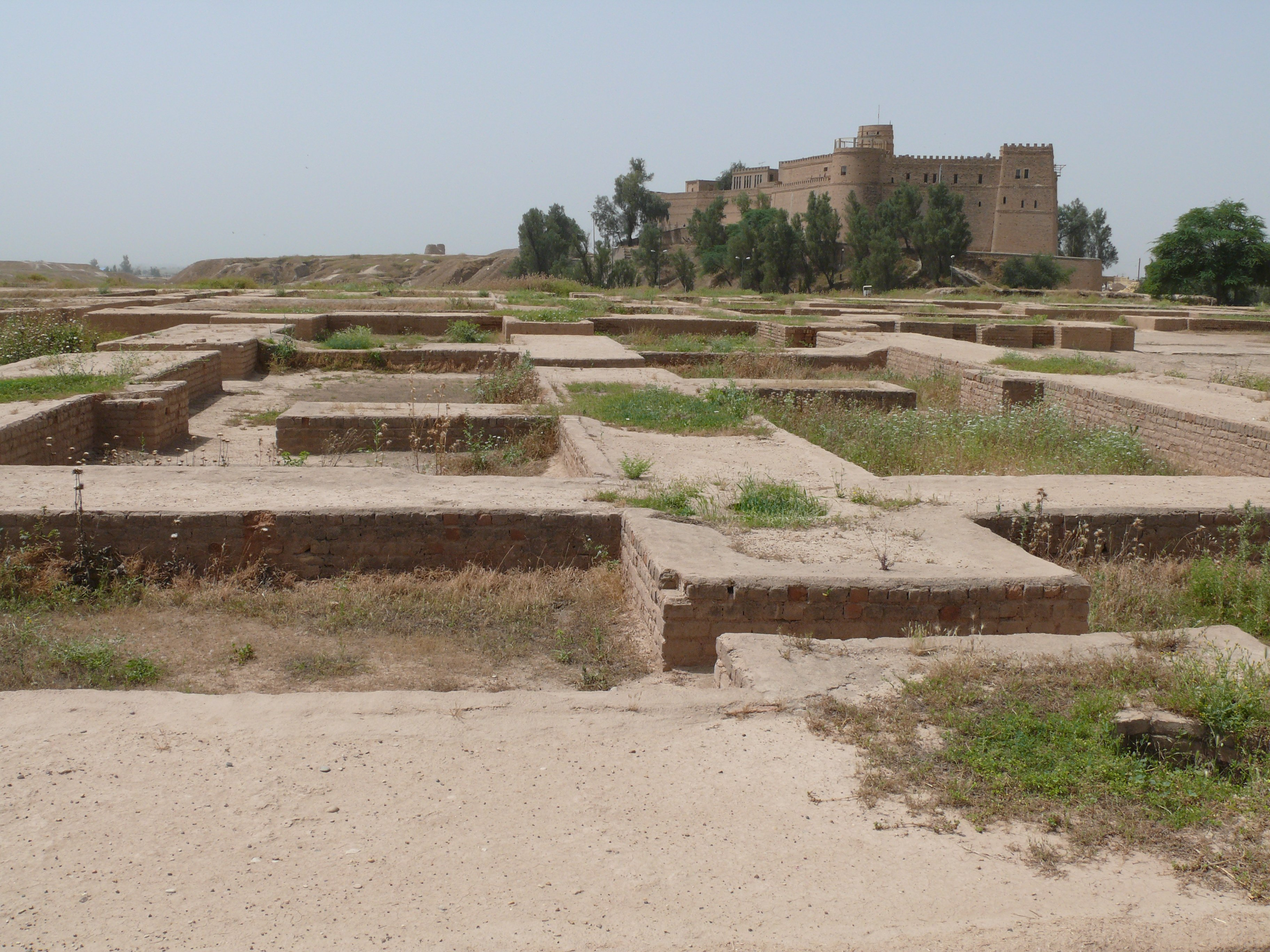
Ruinas del palacio real aqueménida de Susa.

El Palacio de Susa, en el actual Irán, fue un antiguo palacio real construido por Darío I en la época aqueménida en la ciudad de Susa, que había sido tomada por Ciro el Grande en 538 a. C. Bajo el hijo de Ciro, Cambises II, la capital del imperio se trasladó de Pasargada a Susa.

## Palacio de Darío

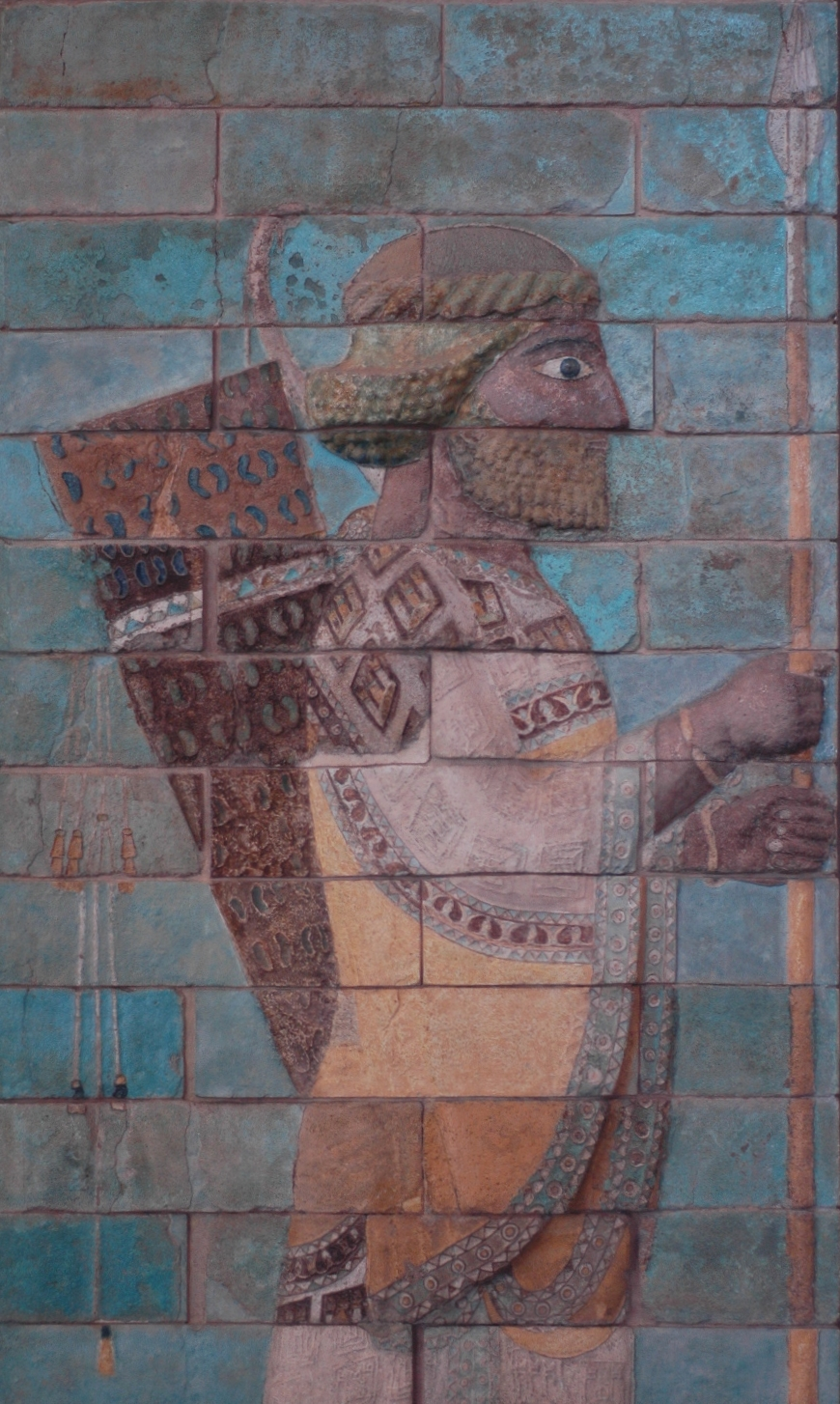
Lancero, detalle del "friso de los arqueros" del palacio de Dario. Bajorrelieve de cerámica vidriada, hacia 510 a. C.

El gran palacio de Darío I se construyó sobre las ruinas elamitas. Es una de las tres principales construcciones de la Susa antigua; las otras dos son la acrópolis con un fuerte aqueménida y la Villa Real. Constituye el monumento principal del período aqueménida en Susa. El rey hizo que se construyera durante los primeros años de su reino. 
El palacio se construyó sobre una terraza artificial de 12 hectáreas, dividida en tres partes. La primera de estas partes es la gran puerta. Se trata del único punto de acceso al palacio. Está unido con la Villa Real, hacia el este, por una rampa de ladrillo cocido. La puerta en sí misma es un amplio edificio de 40 m de longitud y 28 m de anchura, que descansa sobre los cimientos donde la realización es un auténtico logro técnico. Se realizó un gran terraplén, con el añadido de grandes paredes de fundación para soportar el edificio. La puerta está dispuesta en torno a una sala cuadrada a cuatro columnas, modelo corriente en el arte aqueménida, del que se trata sin duda la manifestación más antigua. Se encontró una gran estatua de Darío I, venida de Egipto, que fue originariamente una de las dos estatuas colosales que guardaban la entrada del lado de la extensa explanada cuadrada que se abre sobre el palacio. 

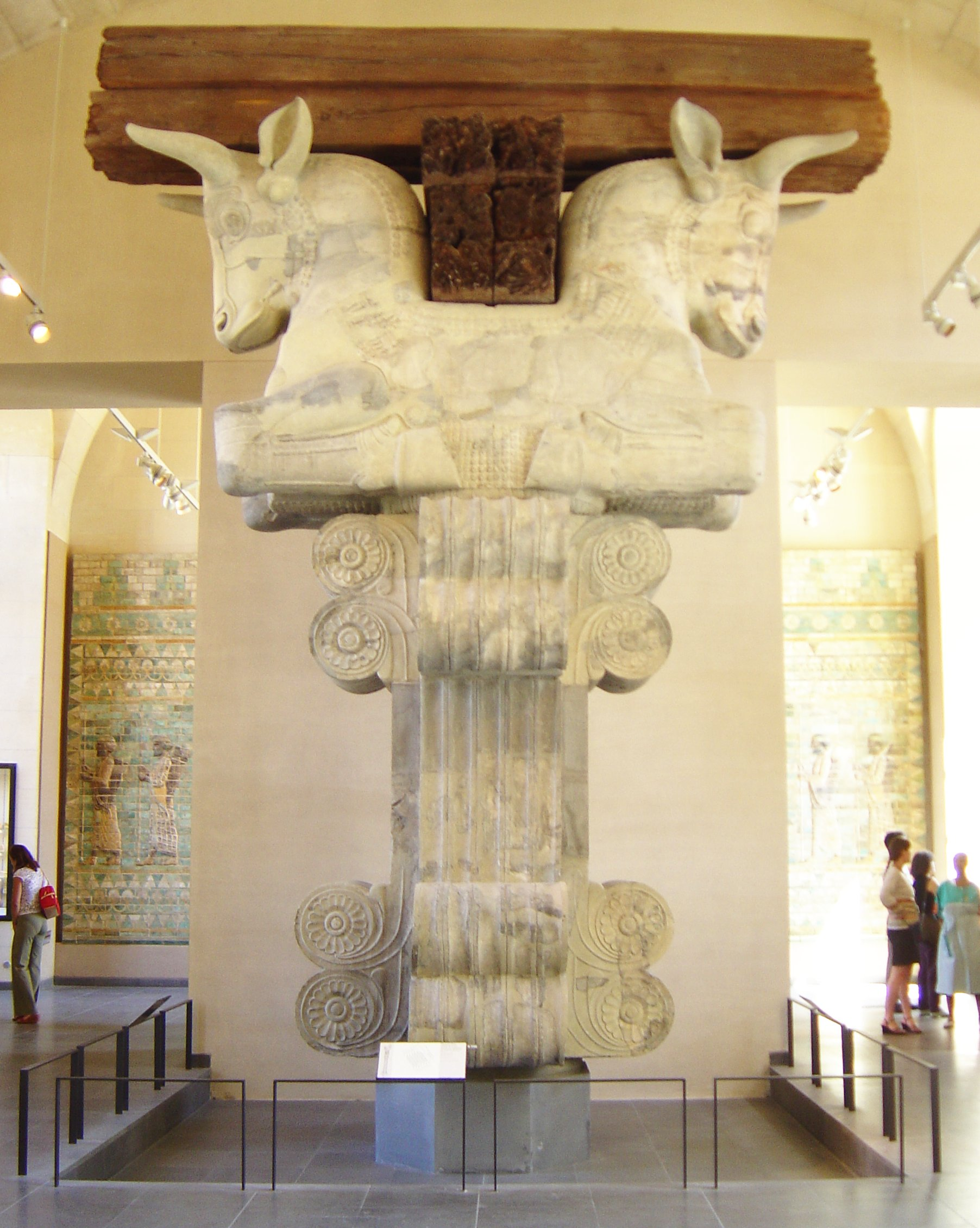
Capitel de una columna de la Apadana del palacio de Darío, Museo del Louvre.

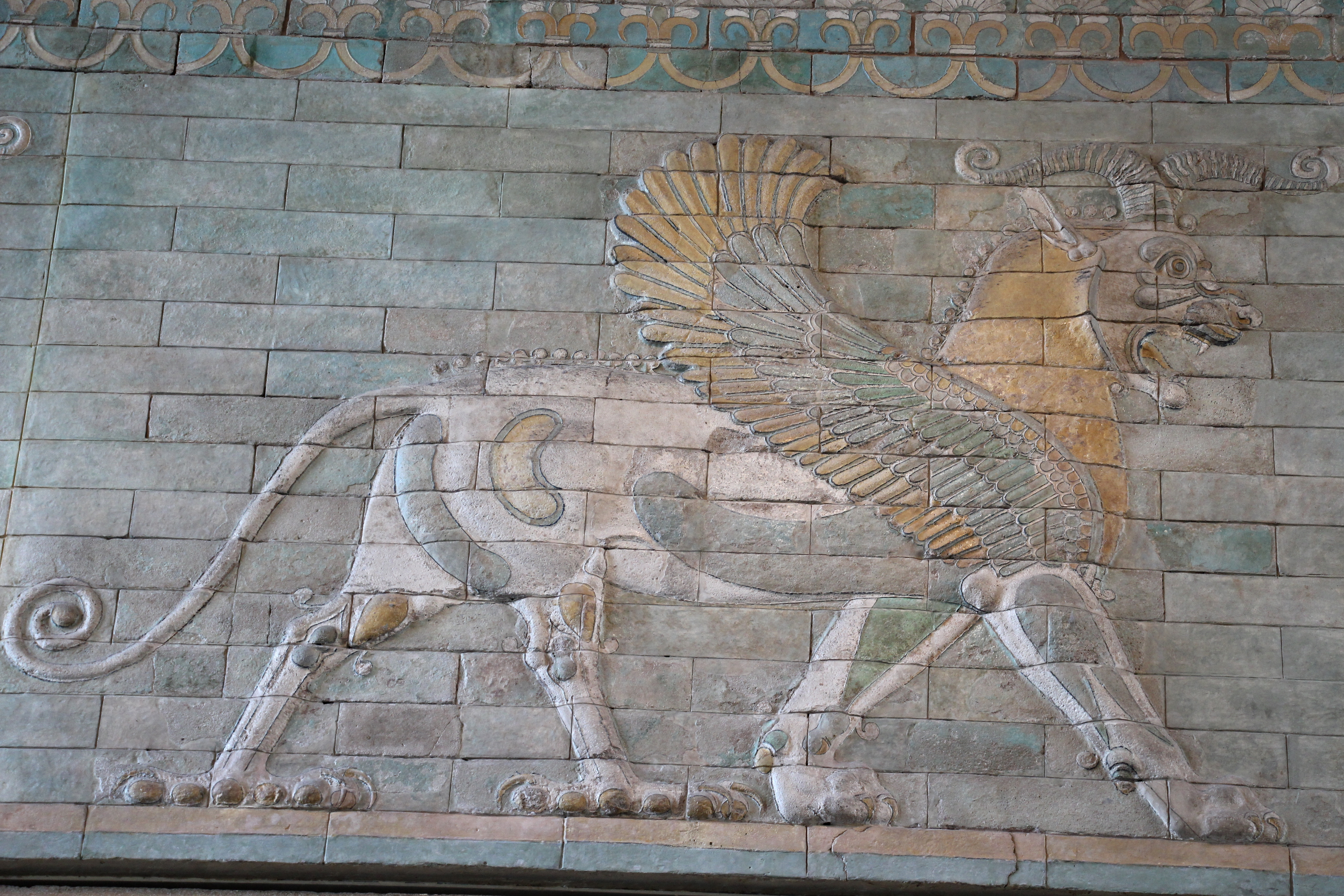
Grifo en un panel decorativo del palacio de Darío I.

La explanada permitía acceder a la residencia real. Se trata de un extenso cuadrilátero de 246 x 155 m que cubre 38.000 m². Se entra por el este, por una doble sala de espera. Hacia el oeste, se accede a una serie de tres patios interiores, y de salas más pequeñas. La primera corte, la más vasta (64 x 55 m), con un "friso de los Leones" retirado por el sr. Dieulafoy. La corte central medía 36 x 33 m, y daba acceso por su lado a una serie de partes que podrían haber sido almacenes u oficinas administrativos. La tercera corte (36 x 31 ms) organiza el sector residencial del rey. Está ricamente decorado, y tiene un suelo pavimentado con grandes cuadrados de ladrillo cocido. Por su lado meridional, un paso de 9 metros de amplio da acceso a una gran sala de 35 x 9 m, que a su vez se abre sobre otra sala de las mismas dimensiones, por donde se accede a la habitación del rey. Es en esta sala donde consta el texto de fundación del palacio, redactado en dos versiones, en acadio y en elamita. Se enumeran allí los materiales y la gente que llegó de todo el Imperio para contribuir a la realización del edificio. En torno a la habitación del rey se encontraban los apartamentos de las esposas y concubinas reales, salas de recepción así como almacenes. 
El palacio se inspira en los del período neobabilonio por lo que se refiere a la organización de las salas en la Casa de Rey, con su sucesión de cortes interiores alineadas, y el plan de las salas. Pero presenta también originalidades, como las salas cuadradas sostenidas por cuatro columnas que se retomarán a continuación en Persépolis. Desde el punto de vista de los materiales, se ve la mezcla de la técnica mesopotámica, por lo tanto susiana (ladrillos crudos, cocinados, esmaltados), y de la de los montañeses persas (madera y piedra). 
La Apadana, sala de audiencias real, se construyó al norte del palacio. Se trata de un gran edificio (12 000 m²), de base cuadrada (109 m de lado); se organiza en torno a una sala central cuadrada (58 m de lado), de los cuales el límite máximo es soportado por seis hileras de seis columnas, que tienen una base cuadrada, y debían ascender a 19 m. Estas columnas se coronaban con un capitel de toro, donde se encajaban las vigas del techo. Los lados oeste, norte y este de la Apadana permitían acceder por puertas de doble hoja a tres pórticos (cada uno con dos hileras de seis columnas). Se habían construido cuatro todos a los ángulos del edificio. 

## Palacio de Artajerjes
Frente al Palacio de Darío hay otro palacio, situado al oeste de Susa, sobre la orilla occidental del Chaour. Es obra de Artajerjes II (principios del siglo IV a. C.). Este edificio, de 220 m de longitud y 150 m de anchura, se organizaba en torno a un pequeño jardín. Incluía una gran sala hipóstila en el mismo estilo que en los otros palacios aqueménidas, con dimensiones más modestas. Se habían construido cuatro pórticos sobre sus lados, y cuatro vueltas a sus ángulos. Al norte del jardín, se accedía a un edificio organizado en torno a una pequeña sala hipóstila a cuatro columnas, se construye sobre una terraza de dos metros de altura. En el conjunto, las técnicas de construcción evolucionaron poco durante el siglo que separaba la construcción del palacio del Tell y de éste. La función de este edificio es desconocida, quizá fuera un espacio más privado que el gran palacio, o un lugar de residencia provisional durante una restauración del otro palacio.